# RK Metković
RK Metković (Rukometni klub Metković) ist ein Handballverein aus der kroatischen Stadt Metković. Die erste Mannschaft spielt in der ersten kroatischen Liga. Frühere Namen des Vereins sind RK Mehanika, zwischenzeitlich nahm der Verein auch seine Hauptsponsoren in den Vereinsnamen auf und hieß bis 1998 RK Metković-Razvitak sowie von 1999 bis 2003 RK Metković-Jambo.

## Geschichte
Der Verein wurde am 1. September 1963 unter dem Namen „RK Mehanika“ gegründet, Initiatoren für die Gründung waren Zdravko Vučićević (Zagreb) sowie Tomislav Brace Volarević (Split). Seine ersten Spiele trug der Verein auf dem Rasenplatz des ortsansässigen Fußballvereins „NK Neretva“ sowie auf diversen Sportplätzen umliegender Schulen aus. Da die Stadt Metković genau an der Grenze Kroatiens zu Bosnien & Herzegowina liegt, damals jedoch auf kroatischer Seite wenig Handball gespielt wurde, ordnete man den Verein einer unteren bosnischen Liga zu. 
1965/66 wurde durch eine Eigeninitiative ein asphaltiertes Spielfeld durch den Vereinsmitbegründer Volarević sowie seine Schüler aus einem heimischen Gymnasium erbaut, später sogar beleuchtet. In der ersten Generation waren es hauptsächlich ehemalige Fußballspieler, die zum Handball übergingen.
Eine entscheidende Qualitätssteigerung erzielte der Verein 1970, als man sich der dalmatinischen Liga anschloss. Unter der Führung von Luka Veraja stabilisierte sich der Verein und stieg fast jährlich bis in die Zweite Liga auf, wobei der Verein auf heimischem Boden drei Jahre lang kein Heimspiel verlor. In Freundschaftsspielen wurden selbst Gegner wie Dukla Prag, VfL Gummersbach oder die Schweizer Nationalmannschaft besiegt. Nach sechs Jahren in der zweiten jugoslawischen Liga stieg die Mannschaft 1978 zum ersten Mal in der Vereinsgeschichte in die erste Liga auf, aus der man aber nach der Saison abstieg, denn finanziell konnte man mit den anderen Vereinen nicht mithalten; auch fehlte eine Halle, die für die Lizenz nötig gewesen wäre. Am 26. November 1982 wurde eine Sporthalle nach viel Eigenarbeit eröffnet.
Nachdem der Verein in der jugoslawischen Liga eine eher untergeordnete Rolle gespielt hatte, sah der Club den Zerfall Jugoslawiens in den 1990er Jahren als Chance an, zu anderen großen Vereinen wie dem RK Zagreb aufzuschließen. Allerdings startete man zunächst als Zweitligist, stieg aber schon im ersten Jahr in die erste kroatische Liga auf. 1996/97 erreichte man den vierten Platz in der Liga, was den ersten europäischen Wettbewerb in der Vereinsgeschichte zur Folge hatte. Zeitgleich baute man eine groß angelegte Handballschule auf, der Spieler wie Patrik Ćavar, Slavko Goluža, Ivica Obrvan oder Vladimir Jelčić entstammten. Dazu konnte die sportliche Leitung auch Talente anderer Vereine, wie den späteren Welthandballer Ivano Balić, frühzeitig verpflichten. Mit diesen Spielern wurde man Pokalsieger 2001 und 2002. Außerdem gewann der Verein 2000 den EHF-Pokal; 2001 zog er noch einmal ins Finale dieses Wettbewerbs ein.
In der dritten Runde des Challenge Cups im Jahr 2009 gewann der RK Metković gegen den ukrainischen Club SC Time-Burevestnik Lugansk mit 32:24, trat aber zum Rückspiel in der Ukraine nicht an. Im November 2009 schloss die Europäische Handballföderation deshalb den RK Metković für zwei Jahre von allen internationalen Wettbewerben aus; der Verein soll zudem eine Geldstrafe von 10.000 Euro zahlen.

## Erfolge
- Pokalsieger; 2001, 2002
- EHF-Pokal Sieger: 2000
- EHF-Pokal Finalist: 2001

## Bekannte ehemalige Spieler
- Željko Babić
- Ivano Balić
- Mario Bjeliš (Spieler und Trainer)
- Patrik Ćavar
- Davor Dominiković
- Slavko Goluža
- Dragan Jerković
- Goran Jerković
- Mario Kelentrić
- Petar Metličić
- Ivica Obrvan (Spieler und Trainer)
- Renato Sulić

## Bekannte ehemalige Trainer
- Zvonimir Serdarušić